# MC Pedrinho
Pedro Maia Tempester  (nacido el 3 de mayo de 2002), más conocido por el nombre artístico de MC Pedrinho es un artista de funk brasileño . Es conocido por su canción titulada "Dom Dom Dom". Sus canciones han experimentado un intento de prohibición por parte de los fiscales dentro del territorio nacional debido a la letra explícita de sus canciones.

## Biografía

### Vida personal
Pedro comenzó su carrera a los 12 años en 2014, pero comenzó a cantar a los 8 años en un bazar de Vila Maria, un barrio de la Zona Norte de São Paulo.. Fue influenciado principalmente por el género popular de su entorno. La primera canción que puso en marcha su carrera se titula "Dom Dom Dom". La canción fue hecha en colaboración con MC Livinho, y su letra estaba claramente relacionada con el sexo oral. Uno de los estados versus: "Si [ella] se arrodilla, se prepara y hace una buena mamada". Esta canción fue lanzada cuando Pedro tenía solo 11 años, hecho que no fue bien recibido por los medios. Unos meses después Pedro lanzó una versión ligera de la canción, cuyo videoclip fue producido por Rio Tom Productions, sin referencias sexuales. Después de esto, dijo en una entrevista que cambiaría al género pop. Siguió este camino durante mucho tiempo y continuó haciendo música en el género llamado "funk atrevido".
Una de sus canciones que también tuvo éxito y terminó por dirigirse más hacia la fanfarria del funk fue la canción "Diferenciada Vida" con la participación del reconocido MC Léo da Baixada . Según una entrevista con el portal G1, Pedrinho dice que el funk que te permitió mejorar enormemente las condiciones de vida, y de niño pasó hambre. Entre sus otros éxitos en la línea de proibidão se encuentran "Hit do Verão", "Matemática" y "Geometria da Putaria" que la colocaron como una de las principales revelaciones de la escena funk en 2015. Su página en Facebook acumula cerca de 2,5 millones de fans.
Pedrinho acaba de ganó prominencia en los medios de comunicación luego de que el Juzgado de Menores y Jóvenes, a solicitud de la fiscalía, cancelara un espectáculo que se realizaría en la ciudad de Fortaleza, Ceará, por considerar la música inapropiada para su edad. El reclamo del fiscal Luciano Tonet fue que Pedrinho tenía un "repertorio musical dotado de claras connotaciones sexuales, alto contenido erótico, pornografía, blasfemia y todo tipo de vulgaridades, incompatible con las condiciones específicas de la persona en desarrollo". Al día siguiente, el fiscal expresó el deseo de prohibir las canciones de la cantante en todo el territorio nacional con el argumento de "un modelo para los demás". Sin embargo, a la cantante no le molestó el intento de prohibición y, apenas tres días después, lanzó otra canción con contenido sexual. A pesar de las críticas a las letras de Pedrinho, su madre, Analee Maia, dijo que ella lo apoya en todos los sentidos, pero que prefiere las canciones sin jurar; Otro dato interesante es que ha dicho en varias entrevistas que nuncahecho .
Tuvo su primera novia en el 2018, la actriz brasileña Tiffany Alvarez. Su relación duró unos 3 meses. Ese mismo año, con solo 16 años, Pedrinho comenzó a hacerse múltiples tatuajes, especialmente en brazos y pecho.

## Sencillos
1. "Dom Dom Dom" (con MC Livinho )
2. "Dom Dom Dom (versão light)"
3. "Especialmente Pras Elas (con MC PH)
4. "Ela e Doida"
5. "Matemática"
6. "Hum, Tá da Hora (Maravilha, Tá Legal)"
7. "Planeta da Putaria"
8. "Geometria da Putaria"
9. "Senta e Contrai"
10. "Vida Diferenciada" (con MC Léo da Baixada)
11. "Se Prepara (con MC Livinho )
12. "Prepara Novinha" (con el MC Kevin)
13. "Na Perereca" (con MC Menor da VG)
14. "Menino Sonhador"
15. "Nosso Amor"
16. "Linda Morena"
17. "Amor"
18. Beber Enlouquecer
19. Cinderela
20. Amores Brilhantes
21. Evoque azul (hazaña MC Davi)